# Poirot's Early Cases
Poirot's Early Cases (Os Primeiros Casos de Poirot, no Brasil / Ninho de Vespas, Portugal) é um livro composto por dezoito contos policiais de Agatha Christie, publicado em 1974. Todas as histórias são protagonizadas pelo detetive Hercule Poirot e foram publicadas anteriormente em órgãos da imprensa, entre 1923 e 1935.
O livro é uma coletânea de casos de Poirot no início de sua carreira, quando ele ainda não era internacionalmente famoso.

## Contos que compõem a obra
1. The Affair at the Victory Ball (O Caso do Baile da Vitória)
2. The Adventure of the Clapham Cook (A Aventura da Cozinheira de Clapham)
3. The Cornish Mystery (O Mistério da Cornualha)
4. The Adventure of Johnnie Waverly (A Aventura de Johnnie Waverly)
5. The Double Clue (O Duplo Indício)
6. The King of Clubs (O Rei de Paus)
7. The LeMesurier Inheritance (A Maldição dos LeMesurier)
8. The Lost Mine (A Mina Perdida)
9. The Plymouth Express (O Expresso de Plymouth)
10. The Chocolate Box (A Caixa de Chocolates)
11. The Submarine Plans (Os Planos do Submarino)
12. The Third Floor Flat (O Apartamento do Terceiro Andar)
13. Double Sin (O Duplo Delito)
14. The Market Basing Mystery (O Mistério de Market Basing)
15. Wasp's Nest (A Casa de Marimbondos)
16. The Veiled Lady (A Dama em Apuros)
17. Problem at Sea (Problema a Bordo)
18. How Does Your Garden Grow? (Que Bonito É o Seu Jardim?)